# 曹文公
曹文公（？—前595年），即姬壽，為春秋諸侯國曹國君主之一，他為曹共公兒子，承襲曹共公擔任該國君主，在位23年。